# Takakiales
De orde Takakiales van mossen is de enige orde in de klasse Takakiopsida, en heeft in de enige familie Takakiaceae als enige het geslacht Takakia met twee soorten.